# Antoine Charma
Antoine Charma, né le 27 nivôse an IX (15 janvier 1801) à La Charité-sur-Loire et mort le 5 août 1869 à Caen, est un philosophe, archéologue et paléographe français.

## Éléments biographiques

### Contexte familial
Né d'une famille apparemment originaire de l'Ain et installée à La Charité-sur-Loire, Antoine Charma est le fils de Noël Charma, boulanger, et de Marie Blanchon. Ces derniers sont, selon ses propres termes, les détenteurs d'« une fortune modique, laborieusement acquise, laborieusement conservée ».
Il se marie à une date inconnue. Cette union semble avoir été heureuse, ou du moins sans vagues : Léon Puiseux, dans sa nécrologie, affirme : « il vivait, comme un sage dans la retraite et dans l'étude, au milieu des douceurs du foyer domestique, ». Il a au moins un fils, Victor, dont on sait également peu de choses. Sans doute est-ce le même personnage que Victor Antoine Charma, condamné à la déportation et embarqué sur le trois-mâts le Calvados en 1873.

### Le philosophe

#### Des débuts brillants mais difficiles
Antoine Charma commence son éducation à l'école primaire de La Charité-sur-Loire, puis poursuit ses études au collège Bourbon à Paris,. Brillant élève, il remporte un deuxième prix de rhétorique au Concours général. Il entreprend des études de philosophie et entre en 1820 au Pensionnat normal,, qu'il doit quitter en 1822 en raison de sa suppression par le gouvernement de Louis XVIII. Il obtient sa licence en 1823 mais, jugé alors trop indépendant d'esprit comme la moitié des ex-Normaliens, il ne peut entrer à l'Université ni au collège,, et doit gagner sa vie en donnant des leçons particulières aux enfants de riches familles : chez le prince Dolgorouki, le prince Charles de Beauvau-Craon, le marquis de La Grange, le peintre Charles de Steuben, etc.

#### La consécration
En 1830, il est brillamment reçu à l'agrégation de philosophie qui venait d'être créée. Il est aussitôt nommé, avant même d'être docteur, professeur de philosophie à la Faculté des Lettres de Caen, sur la recommandation de son ami et ancien professeur Victor Cousin. Il occupera cette chaire pendant trente-huit ans. Antoine Charma soutient dans la foulée sa thèse de doctorat ès-Lettres (Essai sur le langage, Caen, août 1831 ; la thèse latine a pour sujet la finalité des arts et des lettres) devant un jury composé des professeurs de la Rue (doyen), Frédéric Vaultier, Pierre-Laurent Maillet-Lacoste, François-Gabriel Bertrand et Napoléon Maxime Gabriel Latrouette, de la Faculté des Lettres de Caen.
Cette thèse eut un certain retentissement : on la trouve même mentionnée dans l'ouvrage de Charles Darwin consacré à l'expression des émotions chez l'homme et les animaux. Darwin constate en effet les convergences de vues entre Charma et lui-même au sujet de l'origine des expressions faciales, et en particulier de la gestuelle de l'affirmation et de la négation chez l'homme : elle aurait comme source le fait de secouer ou d'incliner la tête pour refuser ou accepter de la nourriture.

#### Polémiques

Une marque d'estime : la couverture de l’Introduction à l'histoire du culte de Richard Whately (1849), avec envoi « A Mons. Charma professeur de philosophie / de la part des traducteurs ».

Antoine Charma se consacre dans ses leçons à l'étude de certains thèmes favoris, tels que la logique, le langage, la morale, la philosophie sociale ou orientale. Certains d'entre eux (logique, développement de la morale, philosophie sociale), qui lui permettent de développer entre autres l'idée que « toutes les religions, y compris le christianisme, dénaturent et amoindrissent la notion du devoir en proposant à l’accomplissement de ce devoir une récompense ». De telles positions suscitent à son encontre, sous le règne de Louis-Philippe, les accusations d'immoralité, d’anticléricalisme, de matérialisme et d’athéisme dans les journaux de la presse catholique (L'Union catholique, et surtout L’Univers en 1842), qui l'inscrivent sur leur liste de proscription au troisième rang, au-dessous de Victor Cousin et de Théodore Simon Jouffroy. Il est en outre dénoncé à la Chambre des pairs par Charles de Montalembert, propriétaire de L'Univers depuis 1838. Il est même l'objet de polémiques alors qu'il professe en chaire.
Il répond à ces attaques dans la Revue de la Nièvre (juin 1842), ainsi que dans Le National du Calvados, journal de tendance conservatrice libérale qu'il crée en 1843,, et où il rédige en 1844 une série d'articles de philosophie politique. L'une des conséquences de ces articles est que son cas est évoqué la même année au Conseil supérieur de l'Instruction publique, qui le maintient de justesse dans sa chaire. Ses positions philosophiques finissent même par l'éloigner de son ami Victor Cousin. Pour des raisons mal connues, il est également victime à cette époque de l'ostracisme des milieux libéraux où il devient temporairement impopulaire. En 1848, soutenu par des groupements démocrates de la Nièvre, il se présente sans succès aux élections pour l’Assemblée constituante.
Il devient néanmoins doyen de la Faculté de Lettres de Caen le 22 novembre 1863 (d'autres sources donnent la date de 1849) en remplacement du doyen Bertrand.

#### L’œuvre philosophique
Antoine Charma est l'auteur d'une abondante littérature philosophique (voir la bibliographie ci-dessous), dont l'influence ne fut pas négligeable. C'est ainsi que dans sa nécrologie (6 août 1869), Léon Puiseux pouvait affirmer : « Ses leçons sur la Philosophie sociale et sur la Logique, ses essais sur la Philosophie orientale, ses études sur le Langage et le Sommeil, etc., font autorité dans la science. Son Cours de philosophie, qui a été traduit en plusieurs langues, est entre les mains de tous les étudiants et a eu de nombreuses éditions […]. »
De fait, ses principaux ouvrages sont toujours édités aujourd'hui. Parmi ceux-ci, ses Réponses aux questions de philosophie de 1835 proposent, dans la tradition de l'éclectisme qu'enseignait son maître Victor Cousin, de diviser la philosophie en diverses disciplines : psychologie, logique, morale, théodicée et histoire de la philosophie.
Parmi ses études relatives à la scholastique médiévale, il faut également citer ses biographies de Lanfranc, saint Anselme ou encore Guillaume de Conches.

##### Le sommeil
Antoine Charma s’intéresse particulièrement au phénomène du sommeil, et entre autres à la question du temps dans le rêve, qu'il tente d'explorer à sa manière. Il s'inscrit en effet dans un courant de pensée (que rejoindra également le Belge Joseph Delbœuf), qui inclut dans le processus du rêve une activité de la conscience et donc une capacité de contrôle du rêve pendant son déroulement. Cette préoccupation le mène, de 1836 à 1849, à tenir un nocturnal dans lequel il note scrupuleusement ses rêves, à l'instar de Louis-Jacques Moreau de la Sarthe. Son ambition est, en définitive, de parvenir, grâce à une espèce d’archivage de ses fictions nocturnes, à une authentique et profonde connaissance de soi par l'auto-observation. Cette démarche anticipe, on le voit, celle de Sigmund Freud, né quelques années avant la mort du philosophe.
En exemple de la démarche philosophique d'Antoine Charma, voici un extrait de l'introduction à son étude Du Sommeil (1851) citée ci-dessous :

« Pour mettre quelque ordre dans ces recherches, nous partirons du centre personnel où nous pensons que le sommeil commence, pour le suivre de proche en proche jusqu'au point de jonction où l'esprit se met en rapport avec les organes. En d'autres termes, nous étudierons, à l'état où le dormir les amène: 1°. La volonté, ce sanctuaire où réside ce qu'il y a de plus profond et de plus vrai dans l'homme; 2°. L'intelligence, qui, après la faculté de vouloir, semble être de toutes nos puissances celle qui se distingue et se sépare le plus de la matière; 3°. La foi, qui s'attache étroitement, comme leur complément nécessaire, aux opérations de la pensée; 4°. La sensibilité, qui nous laisse déjà de toutes parts pressentir le voisinage du corps; 5°. La force motrice qui n'avoisine plus seulement, mais touche les organes, et sert, en quelque sorte, de lien entre les deux mondes. »

##### Philosophie, psychologie et folie
Sa réflexion sur le rêve, clef de la personnalité humaine, va de pair avec celle qu'il porte sur l'aliénation mentale et l'amélioration de son traitement. Partant de l’idée que la folie est un « phénomène psychologique et physiologique », il pose qu’elle relève de deux spécialistes : le médecin pour la physiologie et le philosophe pour la psychologie, chaque domaine ne devant pas empiéter sur l’autre. Pour lui, la science qu’il évoque est la faculté de l’âme, de telle sorte que psychologie et philosophie sont synonymes. Il propose ainsi en 1864 que des psychologues soient mis 

« officiellement, administrativement, en rapport avec les aliénés; qu’un psychologue [soit] attaché aux établissements où les aliénés sont recueillis, pour étudier sous toutes ses formes le mal que la société est si intéressée à bien connaître. »

Selon Charma, les médecins ne pouvaient le faire, car leur abord des causes de la folie était purement physiologique. Un philosophe devenu spécialiste de la folie pourrait à plus juste titre pratiquer des cures et être expert judiciaire : les médecins amenés à comparaître au tribunal usant de termes psychologiques, il serait légitime que le philosophe puisse également le faire. Antoine Charma prône des relations plus étroites entre médecins aliénistes et philosophes spiritualistes : en effet, de nombreux médecins se disent alors spiritualistes, de même que beaucoup de philosophes participent d'un courant plus médical, deux fondements de la psychologie actuelle.

### L'érudit

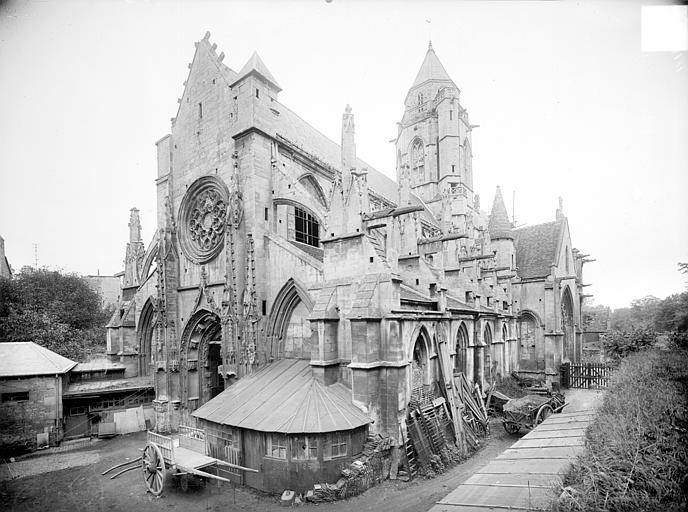
L'église Saint-Étienne-le-Vieux au début du XXe siècle.

Érudit influent et travailleur infatigable, il est l'ami d'Édelestand du Méril, Henri de Formeville, Auguste Le Prévost et Amédée Léchaudé d'Anisy, autres figures notoires de l'érudition normande du XIXe siècle. C'est à Antoine Charma, entre autres, que s'adresse le jeune Léopold Delisle dans l'espoir d'obtenir la place d'archiviste du Calvados.
Tardivement mais fortement intéressé par l'archéologie, domaine dans lequel il finit par acquérir une réputation internationale, Charma dirige en Normandie plusieurs chantiers de fouilles, notamment à Vieux, Jort, Évrecy, ainsi qu'aux lieux-dits le Catillon près de Bénouville ou encore Val-ès-Dunes à Vimont, et donne parallèlement une vive impulsion à la Société des antiquaires de Normandie, dont il est le secrétaire de 1849 à 1868. Il dirige également la revue La Normandie monumentale. Il pratique enfin l'édition de textes anciens relatifs à l'histoire de la Normandie, dont le plus important est un volume des Mémoires de la Société consacré aux Grands Rôles de l'Échiquier de Normandie. Sa compétence en ces matières incitèrent le ministre de l'Instruction publique d'alors de faire de lui un membre titulaire du comité des Travaux historiques. Son action et ses protestations auprès du ministère, jointes à celles d'Arcisse de Caumont, contribuèrent par ailleurs à sauver l'église Saint-Étienne-le-Vieux à Caen, promise à la destruction en raison de son délabrement.
Antoine Charma appartint à un très grand nombre d'académies, associations et sociétés. Il fut entre autres : président de l'Académie des sciences, arts et belles-lettres de Caen ; vice-président et secrétaire de la Société des antiquaires de Normandie ; membre correspondant de l'Association archéologique de Grande-Bretagne, de l'Association archéologique d'Herculanum, de l'Académie d'archéologie de Belgique, de la Société libre d'émulation de Liège, de la Société royale des beaux-arts de littérature de Gand, de l'Académie des sciences, belles-lettres et arts de Rouen, de la Société d'agriculture, sciences, arts et belles-lettres de Bayeux, de la Société nationale académique de Cherbourg et de la Société d'agriculture, de commerce, d'industrie, des arts, des sciences et belles-lettres de l'arrondissement de Pont-l'Évêque.

### La fin
Une douloureuse maladie s'empare de lui en 1867, l'affaiblissant dramatiquement en quelques semaines. Il continue néanmoins d'enseigner, d'écrire et d'assumer sa fonction de secrétaire de la Société des antiquaires de Normandie jusqu'à la fin du mois de juillet 1869 : « Je sais bien que c'est le travail qui me tue », confie-t-il à un ami, « mais je ne puis me passer de travail. » Il finit par succomber, après de longues souffrances, dans la nuit du 5 août. Ses obsèques ont lieu le 9 août en l'église Saint-Julien de Caen en présence de l'évêque de Bayeux et Lisieux, Mgr Flavien Hugonin (ancien protégé de l'abbé Dupanloup) et d'une large assistance, dont de nombreux représentants du corps enseignant et des sociétés savantes.

### Décorations
- Chevalier de la Légion d'honneur. Antoine Charma est nommé chevalier de la Légion d'honneur[12] le 11 août 1855[27].

## Œuvres

### Leçons et essais philosophiques

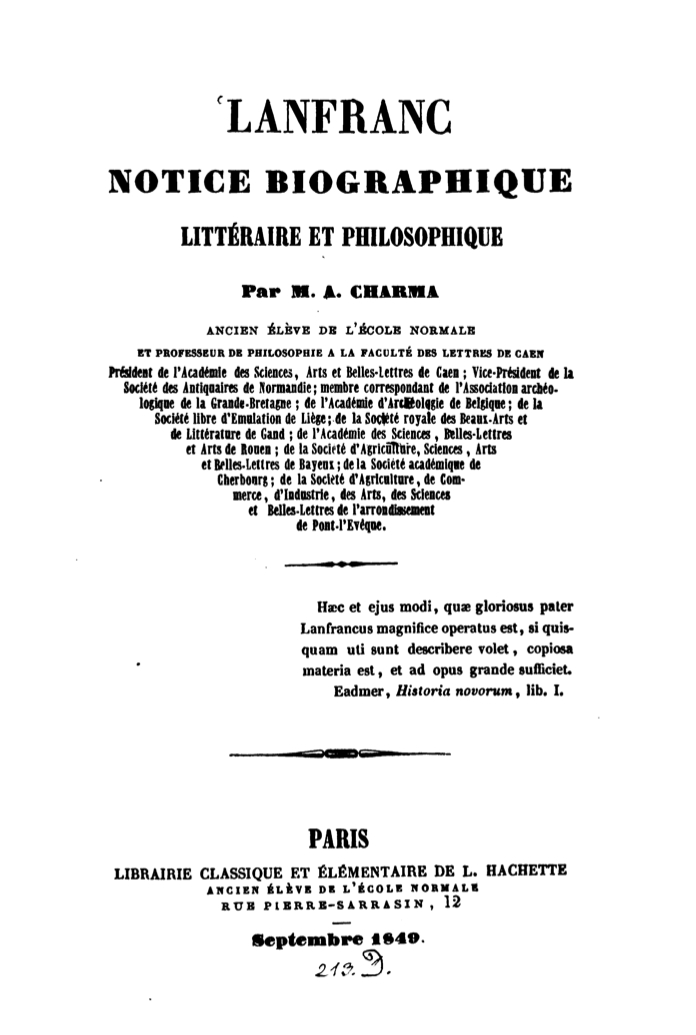
Page de titre de Lanfranc… (1849) faisant figurer tous les titres d'Antoine Charma.

- Essai sur le langage, Chalopin, Caen, 1831; 2e édition Hachette, Paris, 1846. — Lire ce texte (1re édition) sur Google livres; (2e édition) sur HathiTrust Digital Library.
- Essai sur les bases et les développements de la moralité, P. Renouard, Paris, 1834; rééd., Hachette, Paris, 1842, 486 p., in-8o ; rééd. Kessinger Publishing, 2009, 504 p.,  (ISBN 1-120-59712-9). — Lire ce texte (1re édition) sur HathiTrust Digital Library, Google livres.
- Réponses aux questions de philosophie contenues dans le programme adopté pour l'examen du baccalauréat ès lettres, Huzard, Paris, 1835. — Lire ce texte sur Google livres.
  - Nouvelle édition, 1841. — Lire ce texte sur HathiTrust Digital Library.
    - Traduction de Ioan Zalomit[28] sous le titre : Elements of Philosophy, Bucarest, Tipografia lui Eliade, 1854.
- Leçons de philosophie sociale (année scholaire 1837-1838), Pagny, Caen, 1838. — Lire ce texte sur HathiTrust Digital Library.
- Leçons de logique (année scholaire 1838-1839), Pagny, Caen ; Hachette, Paris, 1840; VIII, 419 p., in-8o. — Lire ce texte sur HathiTrust Digital Library.
- Sur la liberté de l'enseignement, Hachette, Paris, novembre 1840, 54 p. — Discours prononcé à la rentrée universitaire de Caen, le 4 novembre 1840. Lire ce texte sur Google Books.
- Essai sur la philosophie orientale; leçons professées à la Faculté des lettres de Caen pendant l'année scholaire 1840-41, Hachette, Paris, 1842. — Lire ce texte sur HathiTrust Digital Library, Google livres.
- Le Père André, Jésuite, documents inédits pour servir à l’histoire philosophique, religieuse et littéraire du XVIIIe siècle, contenant la correspondance de ce père avec Malebranche, Fontenelle et quelques personnages importants de la Société de Jésus, publiés pour la première fois et annotés par MM. Charma […] et G[eorges] Mancel, Lesaunier, Caen, vol. I, 1844, vol. II, 1856, in-8o. — Lire ce texte sur Google livres : vol. I (1844), vol. II (1856).
- Biographie de Fontenelle, Extrait des Mémoires de l'Académie des sciences, arts, et belles-lettres de Caen, A. Hardel, successeur de T. Chalopin, Caen, 1846, 96 p. — Lire ce texte sur HathiTrust Digital Library, Google Livres.
- Sur l’« Histoire de Dieu » de M. Didron, compte-rendu lu à la Société des antiquaires de Normandie, Hardel, Caen, 1846, in-4°.
- Le Père André et Charles de Quens, notices biographiques, Hardel, Caen / Hachette, Paris, 1857, in-8o. — Lire ce texte sur HathiTrust Digital Library.
- Lanfranc, notice biographique, littéraire et philosophique, Hachette, Paris, septembre 1849. — Lire ce texte sur HathiTrust Digital Library, Google Livres.
- « Sur un Billet d'indulgence délivré au XIIIe siècle par l'abbaye d'Ardennes à ses bienfaiteurs, in Mémoires de la Société des antiquaires de Normandie, Hachette, Paris, février 1850, in-8o.
- « Du sommeil », article paru dans les Mémoires de l’Académie des Sciences, Arts et Belles-Lettres de Caen, 1851 (?), p. 375-478 ; tiré à part A. Hardel, Caen, 1851 / Hachette, Paris, 1851, 104 p., in-8o ; rééd. Nabu Press, 01/03/2010. — Lire ce texte en ligne sur histoire de la folie.fr ou HathiTrust Digital Library.
- « Saint Anselme, notice biographique, littéraire et philosophique », Mémoires de la Société des antiquaires de Normandie XX (2e série, 10e vol.), 1853-1855, p. 1-161. — Lire ce texte sur Open Library.
- Sur l’établissement d’une langue universelle : discours prononcé à la rentrée solennelle des facultés de l’académie de Caen le 15 novembre 1855, Hachette, Paris, janvier 1955, 88 p.
- Biographie du Dr Le Sauvage, Hachette, Paris, 1855, 124 p., (ASIN B001CE7E7U).
- Les Philosophes normands, Hachette, Paris, mai 1856, in-8o.
- Guillaume de Conches, notice biographique, littéraire et philosophique, Hachette, Paris, décembre 1857, in-8o, 60 p. — Lire ce texte sur Bayerische Staatsbibliothek digital.
- Une nouvelle classification des sciences : résumé de quelques leçons professées à la faculté des Lettres de Caen, Hachette, Paris, mai 1859. — Lire ce texte sur Open Library.
- Condorcet, sa vie et ses œuvres, A. Hardel, Caen, 1863, 82 p. — Lire ce texte sur HathiTrust Digital Library.
- De l'Éducation donnée aux enfants de France, petits-fils de Louis XIV, Imprimerie impériale, Paris, 1865, in-8o. — Lire ce texte sur HathiTrust Digital Library.
- Étude sur le compendiloquium de vita... de Jean de Galles, Imprimerie impériale, Paris, 1866; 16 p., in-8o.
- Cours de philosophie. Réponses aux questions contenues dans le programme officiel […], nouvelle édition publiée par Victor Charma, 1868.
- Un Nouvel essai de démonstration de la Création ex nihilo; correspondance entre MM. A. Charma et [Thomas] H[enri] Martin (tiré à part extrait des Mémoires de l’Académie impériale des sciences, arts et lettres de Caen, année 1868), F. Le Blanc-Hardel, Caen, 1869, in-8o, 17 p.

### Rapports de fouilles

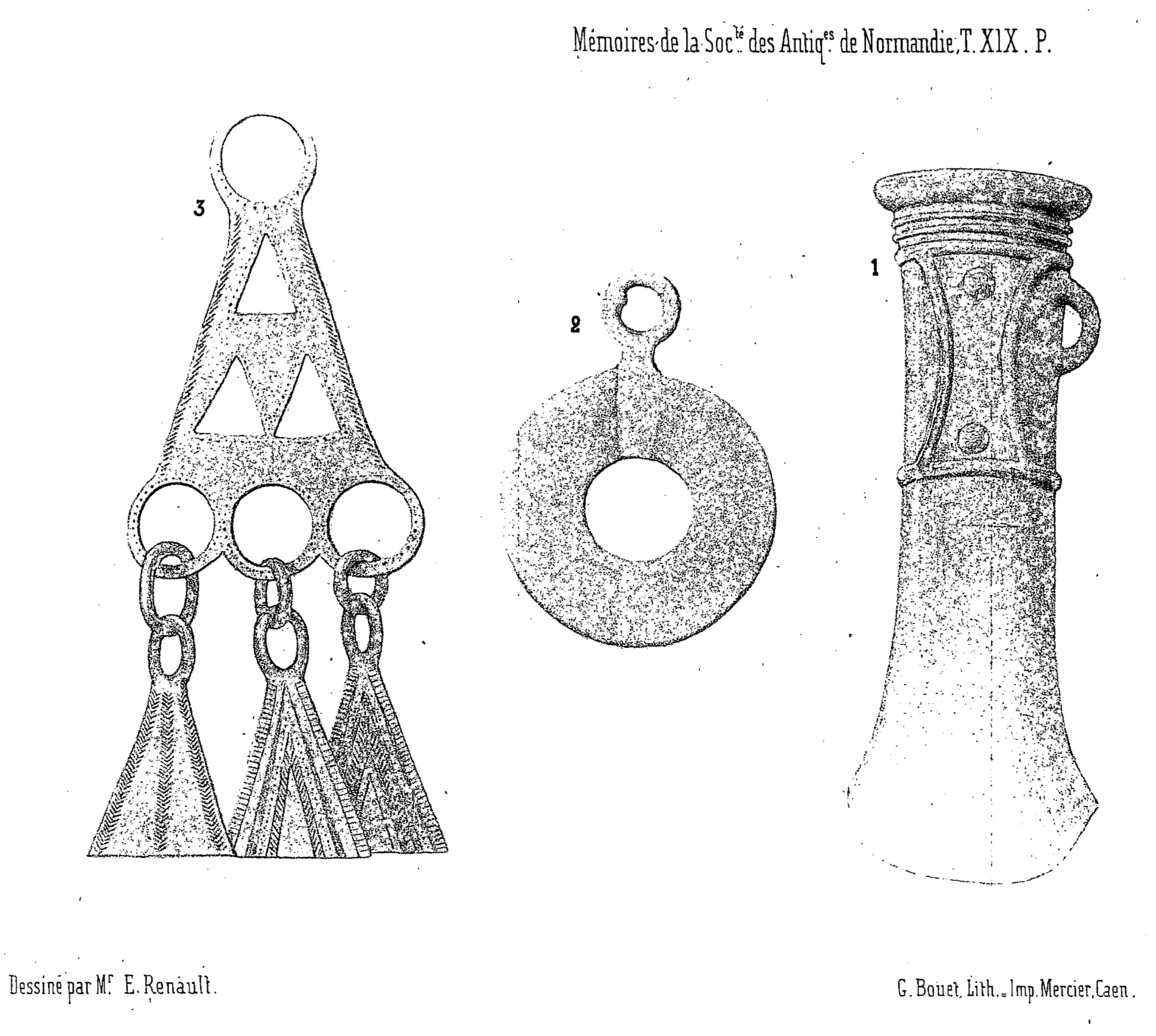
Illustration pour la note « Sur quelques objets antiques découverts à Notre-Dame-de-Livoye, près Avranches », 1852.

- « Rapport sur les fouilles exécutées au Catillon, en 1851, au nom de la Société des antiquaires de Normandie par une commission composée de MM. A. Charma, l'abbé Durand et G. Mancel », in Georges Mancel, Documents, notes et notices pour servir à l'histoire du département du Calvados (24 juin 1852), A. Hardel, Caen, 1852, in-8o.
- « Sur les Fouilles de Vieux » (note lue à la séance publique de la Société des antiquaires de Normandie, le 8 août 1853), Hachette, Paris, septembre 1853, in-8o.
- « Sur quelques objets antiques découverts à Notre-Dame-de-Livoye, près Avranches », note lue à la Société des antiquaires de Normandie, le 2 janvier 1852, in Mémoires de la Société des antiquaires de Normandie, Hardel, Caen, janvier 1854, in-8o. — Lire ce texte sur Gallica.
- « Sur les Fouilles pratiquées à Jort pendant les années 1852-1853 », rapport lu aux séances ordinaires de la Société des antiquaires de Normandie du 7 avril et du 5 mai 1854, Hachette, Paris, 1854, in-8o.
- « Notes sur les fouilles de Vieux (Calvados) », Mémoires de la Société des antiquaires de Normandie XX (2e série, 10e vol.), 1853-1855, p. XXXIV-XXXVII.
- « Rapport sur les fouilles pratiquées au village de Vieux, près Caen, pendant les années 1852, 1853 et 1854 », rapport lu dans les séances du 5 janvier et du 6 mai 1855, in Mémoires de la Société des antiquaires de Normandie, Hachette, Paris, juillet 1855, in-8o.
- « Note sur une découverte faite dans l'église Sainte-Trinité de Caen », in Mémoires de la Société des antiquaires de Normandie XXII (3e série, 2e volume), Paris, 1856, p. 137-140.
- « Note sur deux bracelets en or et une pierre tombale, conservés au musée de la Société », in Mémoires de la Société des antiquaires de Normandie XXII (3e série, 2e volume), Paris, 1856, p. 146-154.
- Mémoire sur les fouilles pratiquées au village de Vieux (Calvados), Imprimerie impériale, Paris, 1863, in-8o.
- « Notice sur quelques énigmes archéologiques », s.l., s.n., 1864, 19 p. — Notice bibliographique sur Normannia.
- « Fouilles pratiquées à Evrecy par la Société des antiquaires de Normandie, en 1867 », in Mémoires de la Société des antiquaires de Normandie XXVI, Le Blanc-Hardel, Caen, 1867, in-8o.

### Paléographie
- Sur un billet d'indulgences délivré au XIIIe siècle par l'abbaye d'Ardennes à ses bienfaiteurs, Hachette, 1850, in-8o, 32 p. — Notice bibliographique sur Gallica.
- Normanniae nova chronica ab anno Christi CCCCLXXIII [423] ad annum MCCCLXXVIII [1378] e tribus chronicis manuscriptis Sancti Laudi, Sanctae Cathariae, et majoris ecclesiae Rotomagensium collecta [chronique normande de 473 à 1378] (avec Adolphe Chéruel et Léopold Delisle), in Mémoires de la Société des antiquaires de Normandie XVIII (2e série, 8e vol.), Paris, 1851, p. I-XXIX et p. 1-50.
- Magni Rotuli Scaccariæ Normanniæ sub regibus Angliæ, pars secunda (avec Léchaudé D’Anisy), in Mémoires de la Société des antiquaires de Normandie XVI, 2e série, 6e volume, Paris, 1852.
- Léopold Delisle (publié par Antoine Charma), « Partie des dons faits par Henry V, roi d’Angleterre, lorsqu’il se fut rendu maître de la Normandie », in Mémoires de la Société des antiquaires de Normandie XXIII (3e série, 3e volume), 1re partie, 2e livraison, Paris, 1863, p. 1-10.
- Léopold Delisle (publié par Antoine Charma), « Enquête faite sur une descente opérée dans le Pays de Caux par les Anglais et les Bourguignons au mois de juin 1470 », in Mémoires de la Société des antiquaires de Normandie XXIII (3e série, 3e volume), 1re partie, 2e livraison, Paris, 1863, p. 11-14.
- Léopold Delisle (publié par Antoine Charma), « État des fiefs de la vicomté de Conches et de Breteuil affermés au nom de Henri V (1421) », in Mémoires de la Société des antiquaires de Normandie XXIII (3e série, 3e volume), 1re partie, 2e livraison, Paris, 1863, p. 15-16.
- « Une charte délivrée en 1369 par l'évêque de Séez au prieuré de Villers-Canivet », in Mémoires de la Société des antiquaires de Normandie XXV, 1863. — Notice bibliographique sur Normannia.
- « Fons philosophiae : poème inédit du XIIe siècle publié et annoté par M. A. Charma », in Mémoires de la Société des antiquaires de Normandie XXVII, 1869, p. 1-48.

### Participation à des ouvrages collectifs
- Dictionnaire des sciences philosophiques, Hachette, Paris, 1844-1875. — Voir le texte sur Wikisource.
- Le Calvados pittoresque et monumental / dessins d'après nature par Félix Thorigny texte par Messieurs de Bonnechose, Charma, Courty, [et al.] et sous la direction de M. Georges Mancel, Rupalley, Caen, 1846-1847, 2 vol.; réédition anastatique Culture et civilisation, Bruxelles, 1977. — Notice bibliographique sur Normannia.
- Félix Benoist, La Normandie illustrée : monuments, sites et costumes de la Seine-Inférieure, de l'Eure du Calvados, de l'Orne et de la Manche / Texte par M. Raymond Bordeaux et Mlle Amélie Bosquet, […] par M.M. Charma, Le Héricher, de la Sicotière, Travers et Beaurepaire dessinés d'après nature par Félix Benoist, […] les costumes dessinés et lithographiés par H[ippoly]te Lalaisse, éd. Charpentier père, fils et Cie, Nantes, 1854, 2 vol.; rééd. Culture et civilisation, Bruxelles, 1977, 2 vol. — Notice bibliographique sur Normannia.